# Remulopygus wangi
Remulopygus wangi är en mångfotingart som beskrevs av Demange 1961. Remulopygus wangi ingår i släktet Remulopygus och familjen Harpagophoridae. Inga underarter finns listade i Catalogue of Life.